# Tirrenia
Tirrenia Compagnia Italiana di Navigazione je italijanska ladijska družba, ki obratuje s 23 potniškimi trajekti. Večinoma pluje po linijah na zahodnih obalah Italije. Podjetje je bilo ustanovljeno leta 1936, leta 2012 je italijanska vlada privatizitala podjetje.

## Flota
| Ime                | Zastava | Datum izgradnje | Plovna pot                                                     | Tonaža (GT) | Dolžina | Širina | Kapaciteta potnikov | Kapaciteta vozil | Dolžina prog | Potovalna hitrost (v vozlih) |
| ------------------ | ------- | --------------- | -------------------------------------------------------------- | ----------- | ------- | ------ | ------------------- | ---------------- | ------------ | ---------------------------- |
| Nuraghes           | Italija | 2004            | Civitavecchia ↔ Olbia Genova ↔ Porto Torres                    | 39780 GT    | 214,6 m | 26,4 m | 3000                | 1085             | 1900         | 29                           |
| Sharden            | Italija | 2005            | Civitavecchia ↔ Olbia Genova ↔ Porto Torres                    | 39780 GT    | 214,6 m | 26,4 m | 3000                | 1085             | 1900         | 29                           |
| Bonaria            | Italija | 2001            | Civitavecchia ↔ Cagliari / Olbia Genova ↔ Porto Torres         | 36.825 GT   | 214 m   | 26,4 m | 1922                | 821              | 1932         | 31                           |
| Amsicora           | Italija | 2002            | Civitavecchia ↔ Cagliari / Olbia Genova ↔ Porto Torres         | 36.825 GT   | 214 m   | 26,4 m | 1922                | 821              | 1932         | 31,6                         |
| Bithia             | Italija | 2001            | Genova ↔ Olbia / Porto Torres Civitavecchia ↔ Cagliari / Olbia | 36475 GT    | 214,6 m | 26,4 m | 2700                | 900              | 915          | 29                           |
| Janas              | Italija | 2002            | Genova ↔ Olbia / Porto Torres Civitavecchia ↔ Cagliari / Olbia | 36475 GT    | 214,6 m | 26,4 m | 2700                | 900              | 915          | 29                           |
| Athara             | Italija | 2003            | Genova ↔ Olbia / Porto Torres Civitavecchia ↔ Cagliari / Olbia | 36475 GT    | 214,6 m | 26,4 m | 2700                | 900              | 915          | 29                           |
| Vincenzo Florio    | Italija | 1999            | Neapelj ↔ Palermo                                              | 30.650 GT   | 180,3 m | 26,8 m | 1470                | 625              | 2000         | 23                           |
| Raffaele Rubattino | Italija | 2000            | Neapelj ↔ Palermo                                              | 30650 GT    | 180,3 m | 26,8 m | 1470                | 625              | 2000         | 23                           |
| Dimonios           | Italija | 2007            | Neapelj ↔ Cagliari ↔ Palermo                                   | 26500 GT    | 186,5 m | 25,6 m | 800                 | 196              | 2225         | 24                           |
| Aurelia            | Italija | 1980            | -                                                              | 14384 GT    | 148 m   | 25,4 m | 2280                | 650              | 1060         | 17                           |
| Via Adriatico      | Italija | 1992            | Livorno ↔ Cagliari Ravena ↔ Catania                            | 14398 GT    | 150,4 m | 23,4 m | 50                  | 300              | 1750         | 19                           |
| Espresso Catania   | Italija | 1993            | Livorno ↔ Cagliari Ravena ↔ Catania                            | 14398 GT    | 150,4 m | 23,4 m | 50                  | 300              | 1750         | 19                           |
| Espresso Ravenna   | Italija | 1993            | Livorno ↔ Cagliari Ravena ↔ Catania                            | 14398 GT    | 150,4 m | 23,4 m | 50                  | 300              | 1750         | 19                           |
| Puglia             | Italija | 1995            | Livorno ↔ Cagliari Ravena ↔ Catania                            | 14398 GT    | 150,4 m | 23,4 m | 50                  | 300              | 1750         | 19                           |
| Isola di Capraia   | Italija | 1999            | Termoli ↔ Tremiti                                              | 1927 GT     | 70,9 m  | 12,4 m | 550                 | 57               | -            | 28                           |

### Ladje v preteklosti
- Tip Regione (potniška ladja)
  - Campania Felix (1953–1972)
  - Sardegna (1953– ?)
  - Sicilia (1952–1988)
  - Calabria (1952–1988)
  - Lazio (1953–1979)
- Tip Città (potniška ladja)
  - Citta Di Napoli (1961–1987)
  - Città di Nuoro (1962–1988)
- Tip Regional (Ro-Pax)
  - La Maddalena (1966–1988)
  - Arbatax (1966–1988)
  - Carloforte (1976–1986)
  - Limbara (1978–1988)
  - Isola Di Caprera (1986–1988)
  - Ichnusa (1986–1988)
- Tip Poeta (Ro-Pax)
  - Boccaccio (1970–1999)
  - Carducci (1970–1999)
  - Leopardi (1971–1994)
  - Manzoni (1971–1999)
  - Petrarca (1971–1999)
  - Pascoli (1971–1999)
  - Deledda (1978–1994)
  - Verga (1978–1997)
- Tip Valletta (Ro-Pax)
  - La Valletta (1971–1976)
- Tip Staffetta (Ro-Ro)
  - Staffetta Jonica (1973–1978)
  - Staffetta Adriatica (1973–1992)
  - Staffetta Tirrenica (1973–1993)
- Tip Espresso (Ro-Pax)
  - Malta Express (1976–1988)
- Tip Tutto Merci (Ro-Ro)
  - Staffetta Ligure (1979–1988)
  - Staffetta Mediterranea (1979–1988)
- Tip Strada (Ro-Pax)
  - Emilia (1979–2006)
  - Domiziana (1979–2011)
  - Flaminia (1980–2012)
- Tip Strada Trasformata (Ro-Pax)
  - Nomentana (1979–2012)
  - Clodia (1979–2012)
- Tip Sociale (Ro-Pax)
  - Arborea (1987–2004)
  - Caralis (1988–2000)
  - Torres (1988–2004)
- Tip Capo (Ro-Pax)
  - Capo Spartivento (1987–2001)
  - Capo Sandalo (1988–2000)
  - Capo Carbonara (1988–2004)
- Tip Campania (Ro-Ro)
  - Campania (1988–2001)
- Tip Tutto merci (Ro-Ro)
  - Sardegna (1988–2006)
  - Calabria (1989–2006)
  - Sicilia (1990–2006)
- Tip Viamare (Ro-Ro)
  - Via Tirreno (1996–2001)
  - Lazio (2000–2012)
- Tip Toscana (Ro-Pax)
  - Toscana (1994–2012)
- Tip Aquastrada (HSC)
  - Guizzo (1993–2001)
  - Scatto (1994–2002)
- Tip Jupiter (Ro-Pax HSC)
  - Aries (1997–2011)
  - Taurus (1997–2011)
  - Scorpio (1998–2011)
  - Capricorn (1998–2011)

## Plovne poti

### Sardinija
- Genova↔Porto Torres
- Genova↔Olbia
- Genova↔Arbatax (via Olbia)
- Livorno↔Cagliari
- Civitavecchia↔Olbia
- Civitavecchia↔Arbatax
- Civitavecchia↔Cagliari
- Neapelj↔Cagliari

### Sicilija
- Neapelj↔Palermo
- Cagliari↔Palermo
- Ravena↔Catania (Cargo only)

### Otoko Tremiti
- Termoli↔Tremiti

### Tunizija
- Genova↔Tunis